# Ugly Gerry
Ugly Gerry est une police de caractères créée par Ben Doessel et James Lee pour l'organisation américaine RepresentUs (en). Ses vingt-six lettres sont formées par des districts congressionnels américains qui se distinguent par leurs formes alambiquées. Elle a pour objectif de dénoncer la pratique du gerrymandering.

## Historique

### Contexte
Aux États-Unis, les redécoupages électoraux sont l'occasion pour les partis politiques d'avantager leurs candidats en dessinant des districts congressionels qui favorisent leur camp, c'est le gerrymandering. La police d'écriture est créée en se fondant sur le redécoupage électoral de 2010 (en), particulièrement touché par le phénomène. Malgré des initiatives de certains États, comme la Californie ou l'Arizona, qui tentent d'y mettre fin en installant des commissions indépendantes chargées du redécoupage électoral, plusieurs de leurs districts sont malgré tout utilisés pour former les lettres. Les créateurs d'Ugly Gerry habitent alors dans le quatrième district congressionnel de l'Illinois.

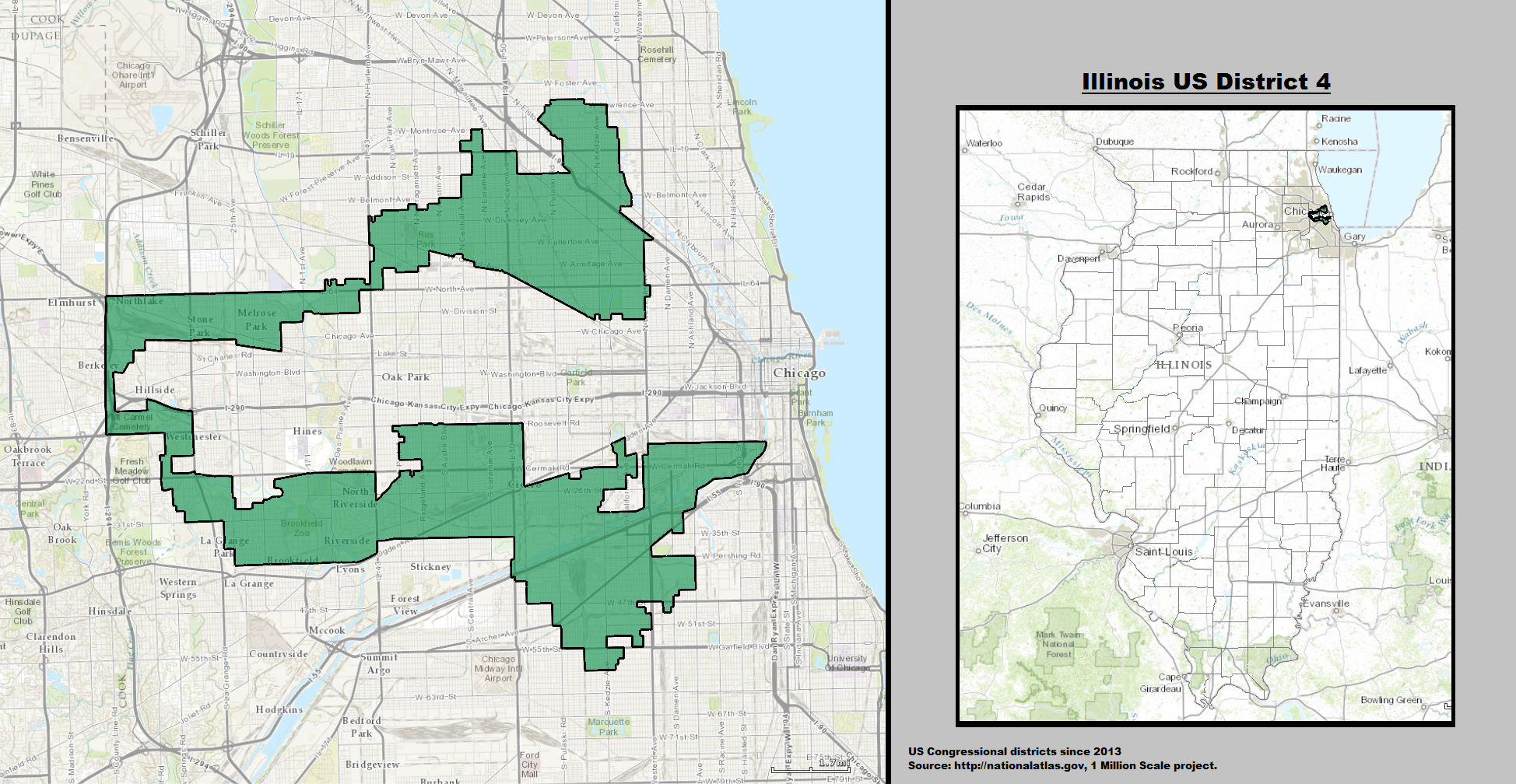
Le quatrième district congressionnel de l'Illinois en 2019 forme la lettre U.

L'idée de création d'une police d'écriture est issue de la décision Rucho v. Common Cause (en) de la Cour suprême des États-Unis le 27 juin 2019 qui refuse de prendre une décision concernant la question du gerrymandering.

### Création
La police d'écriture est créée par trois designers installés à Chicago. Ben Doessel et James Lee, employés au sein de l'agence de publicité Leo Burnett Worldwide, s'associent avec le concepteur de site web Kevin McGlone pour créer Ugly Gerry. L'objectif de l'équipe est  d'inciter les politiciens américains aux niveaux étatique et fédéral à mettre fin à cette pratique. Dans cet objectif, ils invitent les internautes à interpeller leurs représentants sur Twitter.
Ugly Gerry est une police d'écriture open source selon les critères de la SIL Open Font License et peut donc être réutilisée à des fins personnelles ou commerciales à condition de citer leurs créateurs. Elle ne possède qu'une version en lettres capitales et se range parmi les polices d'écritures statiques. Cela signifie que les caractères ne peuvent pas avoir de variations, comme du gras ou de l'italique.

### Réception
La police d'écriture prend de l'importance en août 2019 après une intense campagne de communication menée par les créateurs sur les réseaux sociaux. Ils adressent leurs revendications à de nombreux élus sur Twitter.
Les lettres ne sont pas immédiatement compréhensibles, accentuant de fait la critique envers ces districts aux contours alambiqués.

### Reconnaissance
En 2020, Ugly Gerry reçoit le prix ADC Awards de l'Art Directors Club dans la catégorie « typographie ».
En 2024, la police d'écriture est mise en avant lors d'une exposition au musée new-yorkais Cooper Hewitt.

## Composition
Les vingt-six lettres de l'alphabet sont formées à partir des contours de districts congressionnels américains. Certaines des lettres sont formées à partir de deux districts qui sont fusionnés.

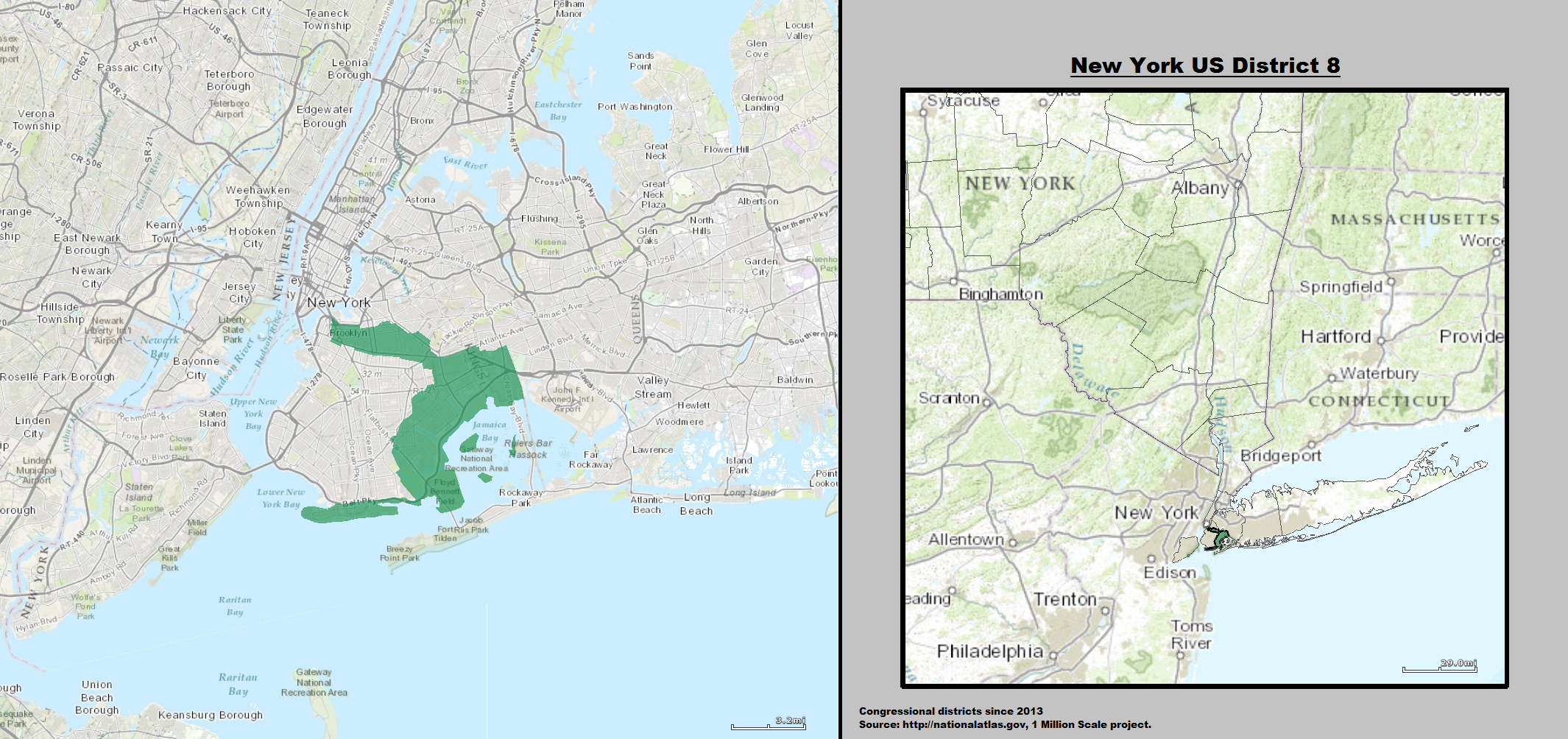
Le huitième district congressionnel de New york en 2019 forme les lettres M et W.

| Lettre | District(s) congressionnel(s)                        |
| ------ | ---------------------------------------------------- |
| A      | Troisième de Californie et trente-cinquième du Texas |
| B      | Douzième et septième de l'Ohio                       |
| C      | Premier du Connecticut                               |
| D      | Huitième du Missouri                                 |
| E      | Sixième du Missouri                                  |
| F      | Cinquième de l'Orégon                                |
| G      | Quatrième de l'Ohio                                  |
| H      | Sixième de Caroline du Nord                          |
| I      | Quinzième du Texas                                   |
| J      | Dix-huitième de l'Illinois                           |
| K      | Premier de l'Alabama                                 |
| L      | Septième de New York                                 |
| M      | Huitième de New York                                 |
| N      | Onzième de l'Illinois                                |
| O      | Sixième de l'Arizona                                 |
| P      | Vingt-cinquième de la Floride                        |
| Q      | Douzième du Texas                                    |
| R      | Dixième de l'Ohio et treizième du Michigan           |
| S      | Quatrième du Tennessee                               |
| T      | Quarante-troisième de Californie                     |
| U      | Quatrième de l'Illinois                              |
| V      | Cinquième du New Jersey                              |
| W      | Huitième de New York                                 |
| X      | Huitième et quatorzième de Californie                |
| Y      | Douzième de l'Illinois                               |
| Z      | Huitième de l'Indiana et huitième de l'Ohio          |